# Cleon Gonsalves
Cleon Jacques Alfonsus Gonsalves Jardin de Ponte, verkort Cleon Gonsalves, is een Surinaams politicus. Hij was lid van achtereenvolgens de  Nationale Democratische Partij (NDP), de VolksAlliantie onder leiding van Pertjajah Luhur (PL) en de Progressieve Arbeiders en Landbouwers Unie (PALU). Voor de laatste partij nam hij in 2016 zitting in De Nationale Assemblée als opvolger van Anton Paal.

## Biografie
Gonsalves is afkomstig uit het district Coronie en was tot 2010 lid van de NDP. In dat verkiezingsjaar stapte hij over naar de VolksAlliantie van PL-aanvoerder Paul Somohardjo. Ondanks dat hij de lijst aanvoerde in Coronie, verwierf hij geen zetel in De Nationale Assemblée (DNA). Tijdens de verkiezingen van 2015 nam hij nogmaals deel, deze keer voor de PALU. In mei 2016 lukte het hem alsnog om zijn entree in DNA te maken. Hij volgde toen Anton Paal op die in maart met pensioen was gegaan. In 2019 liet hij weten "zwaar teleurgesteld" te zijn omdat hij niets vanuit de oppositie had kunnen bereiken. Hierbij maakte hij alvast duidelijk dat hij aan het eind van zijn termijn in mei 2020 niet terug wilde keren in de politiek.
In 2013 zette hij daarnaast op initiatief van 's Lands Bosbeheer een houderij op in leguanen (boomkippen). Het doel was om de druk op de wildstand te verminderen, door deze dieren in gevangenschap te kweken voor consumptievlees. In andere delen van het land werden om die reden ook houderijen voor kaaimannen en witlippekari's (pingo's) opgezet. In 2018 staakte hij het project omdat hij de financiering niet rond kreeg en stapte hij over op de verbouw van kokos en zuurzak.